# Zlonamerna programska oprema
Zlonamerna programska oprema, škodljiva programska oprema ali škodljivo programje (znano tudi pod angleškim izrazom malware – akronim za malicious software) je kategorija programske opreme, ustvarjene za izvajanje nelegitimnih posegov v računalniških sistemih, kot so uničevanje ali nepooblaščen dostop do podatkov, oviranje delovanja sistemov ipd. V splošnem deluje tako, da se namesti na računalnik (ga »okuži«) in nato prikrito spreminja njegovo delovanje v korist upravitelja, pri čemer izkorišča ranljivost operacijskega sistema ali druge programske opreme, nameščene na žrtvinem računalniku. Po namenu se razlikuje od slabo napisane programske opreme, ki lahko tudi povzroči škodo, vendar nenamerno.
Obstajajo različni tipi zlonamerne programske opreme, ki se razlikujejo po načinu razširjanja:
- računalniški virusi: programi, ki so sposobni razmnoževanja in razširjanja med računalniki kot del drugih programov
- črvi: podobni virusom, vendar se lahko razmnožujejo in razširjajo samostojno
- trojanski konji: programi, ki jih žrtev namesti nevedoma in omogočijo upravitelju oddaljen nadzor nad računalnikom; ne razmnožujejo se samostojno

Velika večina zlonamernih programov se namesti na računalnik tako, da uporabnik izvede neko dejanje – nevede požene navidez neškodljiv program ali odpre datoteko, ki vsebuje zlonamerno kodo. Virusi, črvi in trojanski konji ne povzročajo nujno škode sami po sebi; to je odvisno od njihovega »tovora« (angleško payload), ki je napisan za želeni učinek.

## Funkcionalnost
Druga razdelitev razvršča po namenu oz. učinku. Preprosti virusi in črvi pogosto zgolj poškodujejo ali izbrišejo datoteke na žrtvinem računalniku, vendar so sodobni zlonamerni programi pogosto zelo kompleksni in lahko po pridobitvi dostopa do žrtvinega sistema izvajajo različne operacije, kot so si jih zamislili njihovi ustvarjalci.
Nekateri tipi zlonamerne programske opreme po uporabi so:
- vohunska programska oprema ali spyware: beleži uporabnikova dejanja (npr. vtipkana gesla ali samo sezname obiskanih spletnih strani) in skrivoma pošilja podatke upravitelju prek računalniškega omrežja
- oglasna programska oprema ali adware: prikazuje uporabniku neželene oglase
- zlonamerni boti: samodejni programi, ki prek omrežja nadzorujejo številne računalnike (t. i. »zombije«) in s pomočjo njih izvajajo množične operacije, kot so napadi za zavrnitev storitve ali prepošiljanje neželenih e-poštnih sporočil
- izsiljevalska programska oprema ali ransomware: onemogoči dostop do podatkov s šifriranjem, dokler žrtev ne plača odkupnine
- strašilna programska oprema ali scareware: prestraši žrtev da je njen računalnik okužen in ponudi »rešitev« - lažen plačljiv protivirusni program, ki lahko nato tudi sam vsebuje novo zlonamerno kodo

### Prikrivanje
Učinkovitost zlonamerne programske opreme je odvisna od tega, kako prikrito se ji uspe namestiti v žrtvin sistem. Programerji v ta namen uporabljajo številne taktike, katerih cilj je pridobiti uporabniške pravice za spreminjanje ključnih datotek ali sistemskih nastavitev ter zaobiti zaščito. Sodobni zlonamerni programi postajajo vse bolj kompleksni in združujejo mnogo različnih rešitev v ta namen. Taktike sodijo v dva glavna sklopa: programerski in socialni.
Programerske rešitve izkoriščajo luknje v sistemski zaščiti za pridobitev pravic, ki jim omogočijo delovanje. T.i. rootkiti spremenijo osnovne nastavitve operacijskega sistema, kar omogoči denimo pridobitev administratorskih pravic, skrivanje delovanja programa v seznamu procesov in zaščito lastnih datotek pred branjem ali brisanjem. Poleg tega lahko omogočijo nepooblaščen dostop do sistema drugim programom tako, da vzpostavijo »stranska vrata« (backdoor), s katerimi se zaobide normalen proces avtentikacije. Če delujejo na ravni nalagalnika, jih je izredno težko izslediti. Poleg tega večina tovrstnih programov že vsebuje pametne mehanizme za izogibanje odkrivanju, kot so preučitev žrtvinega sistema pred namestitvijo, spreminjanje lastnega digitalnega podpisa in delovanje v omejenih časovnih intervalih.
Tehnike socialnega inženiringa vključujejo pristope, kot so spletno ribarjenje (phishing) in izkoriščanje šibkih gesel za pridobitev dostopa.